# Dakota Blue Richards
Dakota Blue Richards (Chelsea, 11 april 1994) is een Engels actrice. Ze debuteerde in 2007 in de fantasyfilm Het Gouden Kompas als  Lyra Belacqua. Daarnaast speelde ze ook de hoofdrol in Dustbin Baby en The Secret of Moonacre.  Ze had ook een rol als Franky Fitzgerald in de Britse tienergeoriënteerde televisieserie Skins.

## Jeugd
Dakota Blue Richards werd geboren in South Kensington, Londen en is de dochter van Michaela Richards, een sociaal werker. Ze werd Dakota Blue genoemd, omdat haar moeder een combinatie van een plaatsnaam en kleur wenste. Dakota werd geïnspireerd door de Sioux-stam, waarmee haar moeder bevriend raakte tijdens een verblijf in Amerika. Ook het feit dat de naam ongewoon was sprak haar aan. Blue was tevens de bijnaam van Dakota's vader.
De familie Richards verhuisde naar Brighton kort nadat Dakota was geboren. Later ging ze studeren aan de St. Peter's Infant School, St. Paul's Primary School en ook aan de Blatchington Mill School. Ze miste vaak lessen vanwege audities. Toen ze elf was ging ze naar de K-BISS Theatre School. Ze heeft altijd willen acteren, maar beschouwde het meer als 'een leuke hobby' dan een 'serieuze carrière'.
Richards steunt The Young Actors Group, een acteerschool in Brighton die jeugdacteurs voorziet in training als professioneel acteur voor toneel en film.

## Filmografie
| Jaar       | Titel                  | Rol                  | Opmerkingen     |
| ---------- | ---------------------- | -------------------- | --------------- |
| 2007       | The Golden Compass     | Lyra Belacqua        |                 |
| 2008       | Dustbin Baby           | April Johnson        |                 |
| 2009       | The Secret of Moonacre | Maria Merryweather   |                 |
| 2009       | Five Miles Out         | Cassey/Cass          | Kortfilm        |
| 2011–2012  | Skins                  | Franky Fitzgerald    | Seizoen 5, 6    |
| 2013       | The Fold               | Eloise Ashton        |                 |
| 2013       | Lightfields            | Eve                  | 5 Afleveringen  |
| 2014       | The Quiet Hour         | Sarah                |                 |
| 2014       | Girl Power             | Cass                 | Kortfilm        |
| 2016 -2018 | Endeavour              | WPC Shirley Trewlove | 13 Afleveringen |

## Prijzen
- 2007 - Critics' Choice Award (Golden Compass)
- 2007 - Breakthrough Award (Golden Compass)
- 2008 - Best Performance in a Feature Film - Leading Young Actress (Golden Compass)
- 2008 - Saturn Award (Golden Compass)